# Tongi

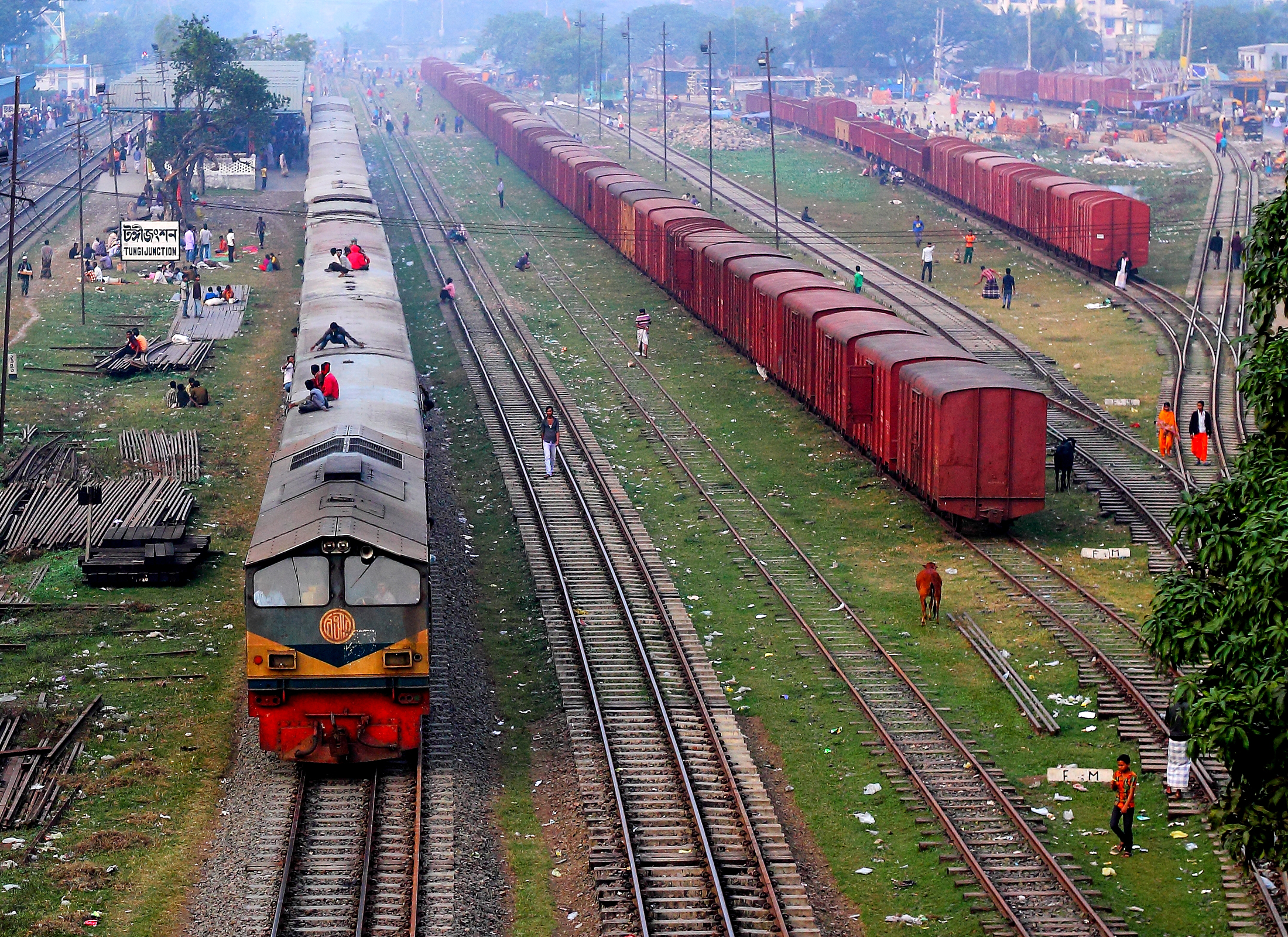
La gare de Tongi en 2012.

Tongi est une commune du Bangladesh de 350 000 habitants située sur les rives de la Turag (en)) au nord de Dacca. C'est le lieu où se déroule le deuxième plus grand pèlerinage sunnite du monde: le Bishwa Ijtema,,.